# Inter Maritime Pro-Am
De Inter Maritime Pro-Am was een golftoernooi in Zuid-Frankrijk waar ook professionals uit andere landen aan meededen.
De Pro-AM werd gespeeld op de Golf & Country Club Cannes-Mougins. Hoofdsponsor is de Stichting L'Inter Maritime, opgericht in de 70'er jaren door de familie Rappaport. 
In de 90'er jaren werd de Pro-Am zo groot dat ook de Royal Mougins Golf Club gebruikt werd. De teams bestonden uit een pro en drie amateurs. Er werd twee dagen gespeeld, alleen de twee beste scores per hole telden voor de teamscore, en de pro speelde voor een individuele score.
Bruce Rappaport (1923-2010) was een joodse oliehandelaar en sinds 1981 grootaandeelhouder van de West Indies Oil Company. Hij woonde met zijn echtgenote in Zwitserland en op Antigua en Barbuda. Hij was later ook eigenaar van de Antigua en Barbuda Investment Bank. Na het overlijden van Bruce Rappaport in januari 2010 werd de Pro-Am naar hem vernoemd. 

## Winnaars
Inter Maritime Pro-Am
- 1978:  Jean Garaialde
- 1998:  Stuart Little
- 1999:  Stuart Little

Pro-Am Bruce Rappaport
- 2010:  Jean-Louis Roman